# Toffen
Toffen ist eine politische Gemeinde im Verwaltungskreis Bern-Mittelland des Kantons Bern in der Schweiz.

## Name
Der Name Toffen stammt vom römischen Wort «Tofus» für Tuffstein. Tuffstein oder Tuff ist ein vulkanisches Eruptivgestein. Namensgeber für Toffen ist wohl eher der Kalktuff, der sich an den Rändern der Gewässer am Hang oberhalb des Dorfes bildet. Er wurde bis 1983 in der Tuffsteingrube abgebaut.

## Geographie
Toffen liegt im Gürbetal und erstreckt sich in West-Ost-Richtung vom Längenberg bis zum Weiler Heitern am Fusse des Belpbergs und in Nord-Süd-Richtung von Toffenholz bis nach Breitlohn. Höchster Punkt ist der Triangulationspunkt oberhalb des Pfaffenlochs auf 881 m, tiefster Punkt die Kanalbrücke beim Toffenholz auf 523 Meter.
Toffen ist 488 Hektar gross. Davon sind 83 Hektar Siedlungsfläche, 305 Hektar Landwirtschaftsfläche, 96 Hektar bestockte Fläche (davon 88 Hektar Wald) und 2 Hektar unproduktive Fläche (Fliessgewässer).
Nachbargemeinden sind von Norden im Uhrzeigersinn Belp, Kirchdorf, Kaufdorf, Rüeggisberg, Niedermuhlern und Wald.
In Toffen gibt es keine Seen. Flüsse sind die Gürbe und ihr Nebenfluss, die Müsche. Es existieren zwei Kanäle, der Toffenkanal und der Kaufdorfkanal, wobei ein Teil des Toffenkanals voraussichtlich im Winterhalbjahr 2024/25 renaturiert werden soll. Die restlichen Gewässer sind Bäche.

### Ortsteile
In Toffen gibt es über 60 Orts- und Flurnamen.
Zu den wichtigsten Ortsteilen gehören Toffen, Toffenholz, Heitern, Untere Allmend, Obere Allmend, Schloss, Fahrbühl, Oberes Breitlohn, Unteres Breitlohn, Schmittenacker und Zälgli.

## Wappen
Das heutige Wappen von Toffen wurde 1943 als Gemeindewappen angenommen. Die Blasonierung des Wappens lautet: «In Rot ein schreitender Schwan mit goldenem Schnabel und goldenen Füssen.»

## Geschichte

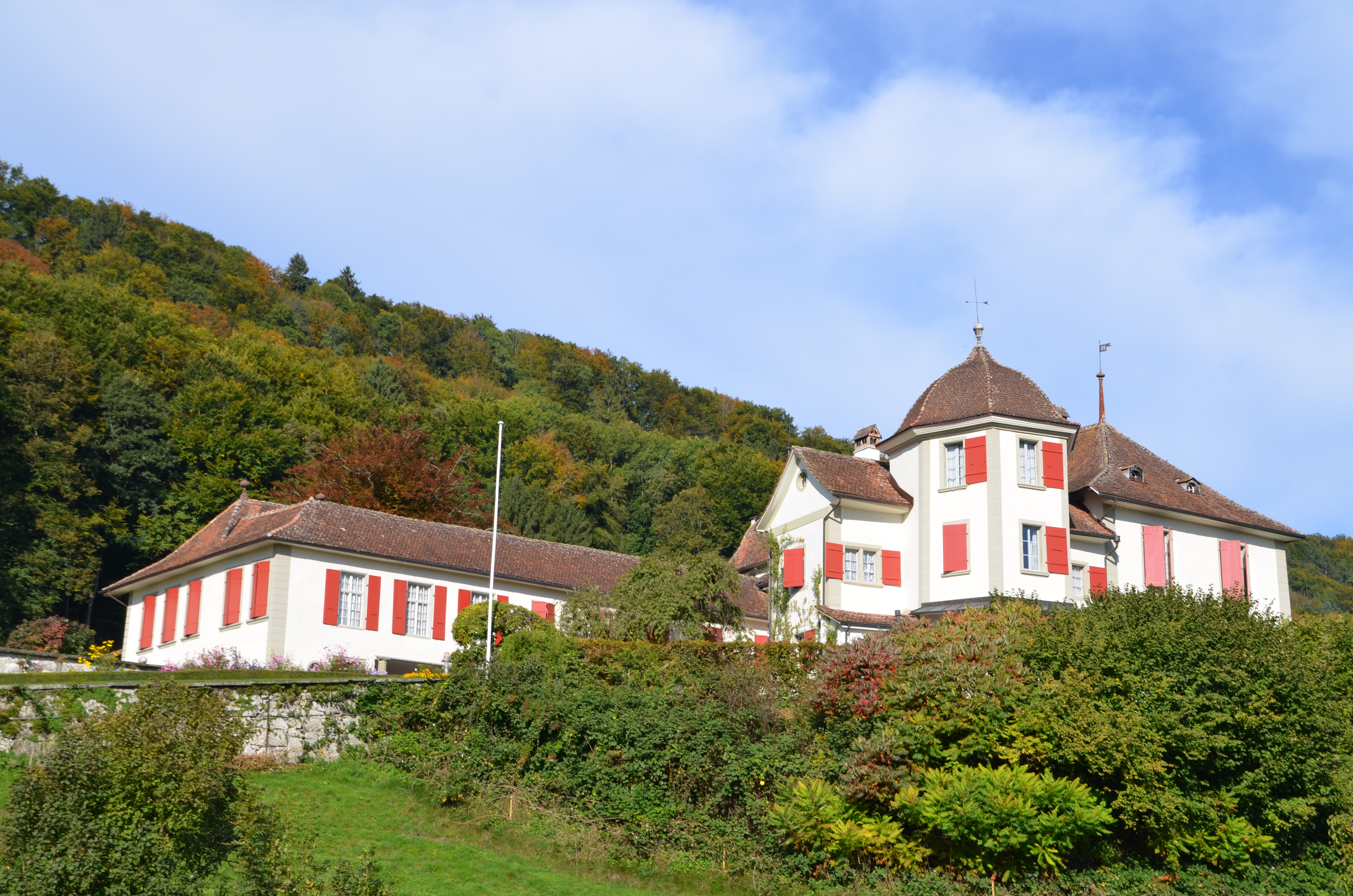
Schloss Toffen

In Toffen bestand ein bedeutender römischer Gutsbetrieb. 1894 wurde ein gut erhaltenes römisches Mosaik in Toffen ausgegraben. Es befindet sich heute im Historischen Museum von Bern. Das Schloss Toffen wurde wahrscheinlich zwischen 1200 und 1250 erbaut, es wurde am 5. März 1266 erstmals urkundlich erwähnt. Es gehört heute zu den Kulturgütern von nationaler Bedeutung.
Der Talboden des Gürbetals war früher ein Schwemmland, eine arme Gegend, welche immer wieder von der wilden Gürbe überschwemmt wurde. Zwischen 1855 und 1911 wurde diese begradigt, doch immer wieder gab es Überschwemmungen. Am 29. Juli 1990 gab es in Toffen eine grosse Überschwemmungskatastrophe. Dabei wurden 67 Gebäude überschwemmt, darunter auch ein grosser Industriebetrieb.

## Politik
Der Gemeinderat ist die Exekutive der Gemeinde. Er besteht aus fünf Personen und setzt sich für die Amtszeit 2025–2028 wie folgt zusammen: Carl Bütler (Gemeindepräsident), Michael Reber (Gemeinde-Vizepräsident), Fredy A. Grogg, Veronica Kuonen-Martin und Patrick Lehmann. Gemeindeschreiberin ist Christine Pulver Brand.
Die Gemeindeversammlung ist die Legislative der Gemeinde. Weitere Organe der Gemeinde sind das Rechnungsprüfungsorgan, die Kommissionen und das Gemeindepersonal.
Vier Ortsparteien beleben die Politik im Dorf:
- Evangelische Volkspartei (EVP), Sektion Toffen
- Freie Bürgerinnen und Bürger Toffen (FBT)
- Sozialdemokratische Partei (SP)
- Schweizerische Volkspartei (SVP), Sektion Toffen

Bei den Nationalratswahlen 2023 betrugen die Wähleranteile in Toffen (in Klammern die Veränderung im Vergleich zu den Wahlen 2019 in Prozentpunkten): SVP 36,47 % (+0,61), SP 15,57 % (+1,73), glp 11,51 % (+0,83) Mitte 10,90 % (−2,19), Grüne 7,19 % (−1,78), FDP 6,22 % (−0,57), EVP 4,03 % (+0,64), EDU 3,68 % (+2,01), Weitere 4,43 % (−1,29).

## Verkehr

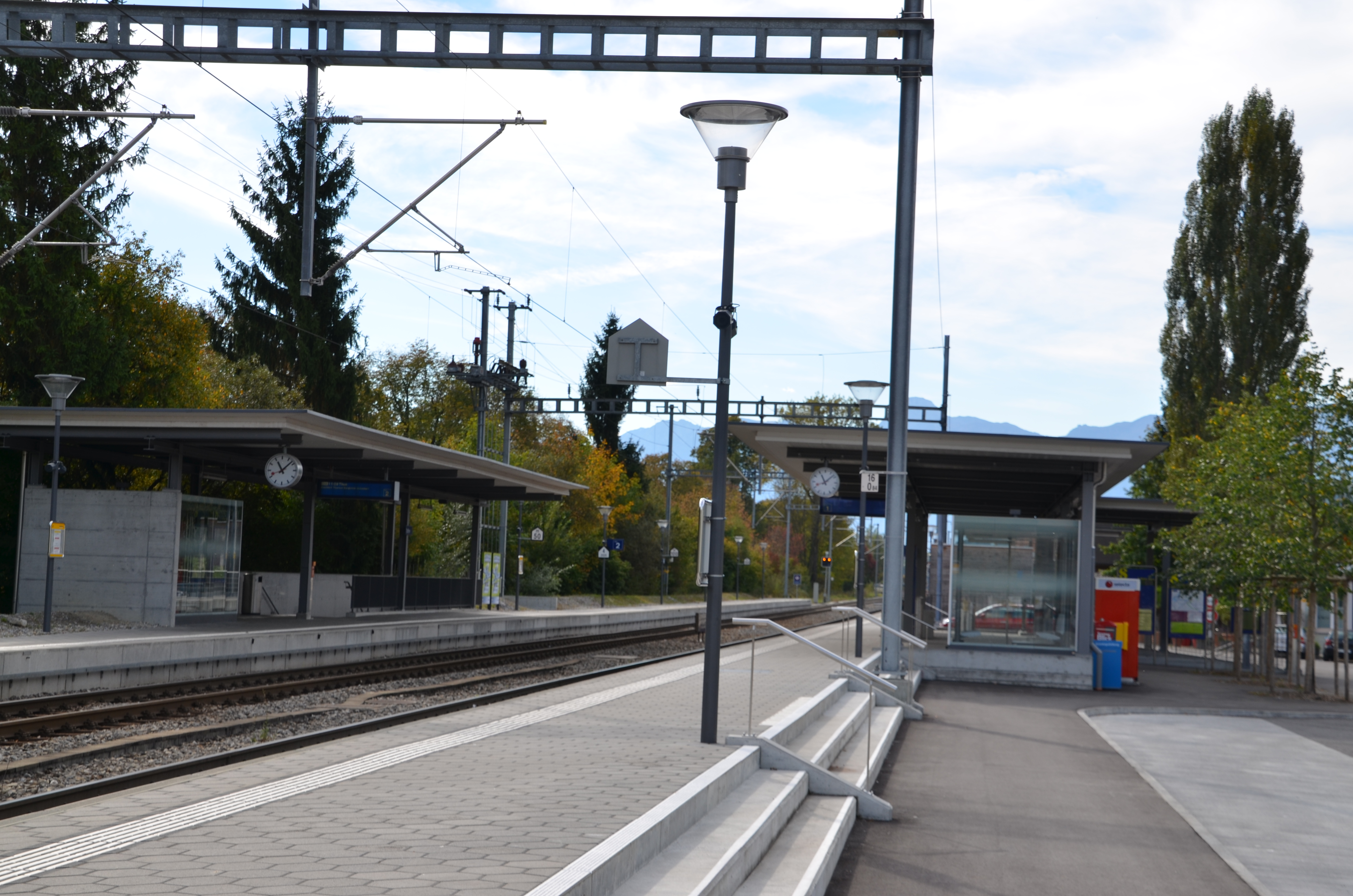
Bahnhof Toffen

Toffen ist gut durch den öffentlichen Verkehr erschlossen: Die seit 1913 bestehende Gürbetalbahn ist heute Teil der S-Bahn-Linien 4/44/3 und wird von der BLS-Gruppe betrieben. Im Halbstundentakt bestehen Verbindungen nach Bern mit einer Fahrzeit von 17 Minuten und nach Thun mit einer Fahrzeit von 24 Minuten. Weiter gibt es eine Buslinie von Toffen nach Riggisberg (Fahrzeit 13 Minuten).

## Wirtschaft
Toffen gehört zum äusseren Agglomerationsgürtel von Bern. Entsprechend ist der Pendler-Anteil an der Dorfbevölkerung hoch. In Industrie-, Gewerbe- und Handelsbetrieben bestehen aber auch etwa 300 Arbeitsplätze im Dorf. Einer dieser Betriebe ist die weit über die Landesgrenzen bekannte Oldtimer-Galerie.
Die Landwirtschaft ist wie üblich im Gürbetal stark auf den Weisskohl-Anbau ausgerichtet, im «Chabisland» wird viel Sauerkraut produziert. Zeuge dieser alten Tradition ist die jährlich in Toffen stattfindende öffentliche «Chabishoblete» (1. Samstag im Oktober).
Die Tuffstein-Ausbeutung in Toffen wurde 1983 eingestellt.

## Persönlichkeiten
- Anton Griessen (1867–1925), Anhänger der Antonianer, Fachhistoriker und Biograph
- Wilhelm Keller (1909–1987), Philosoph
- Hans Müller (1925–1989), Direktor der Schweizer Alkoholverwaltung

## Bilder

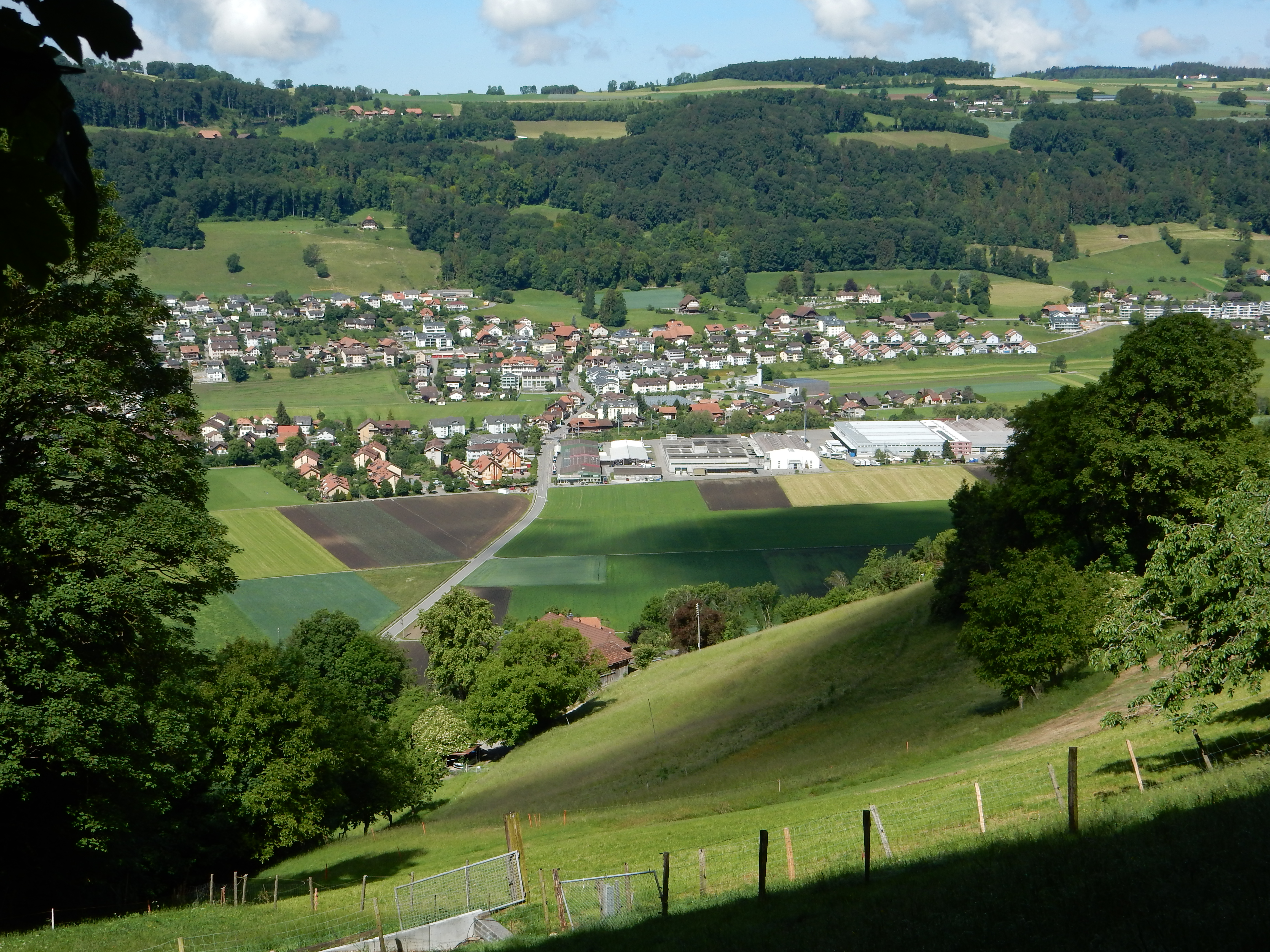
Toffen vom Belpberg aus gesehen
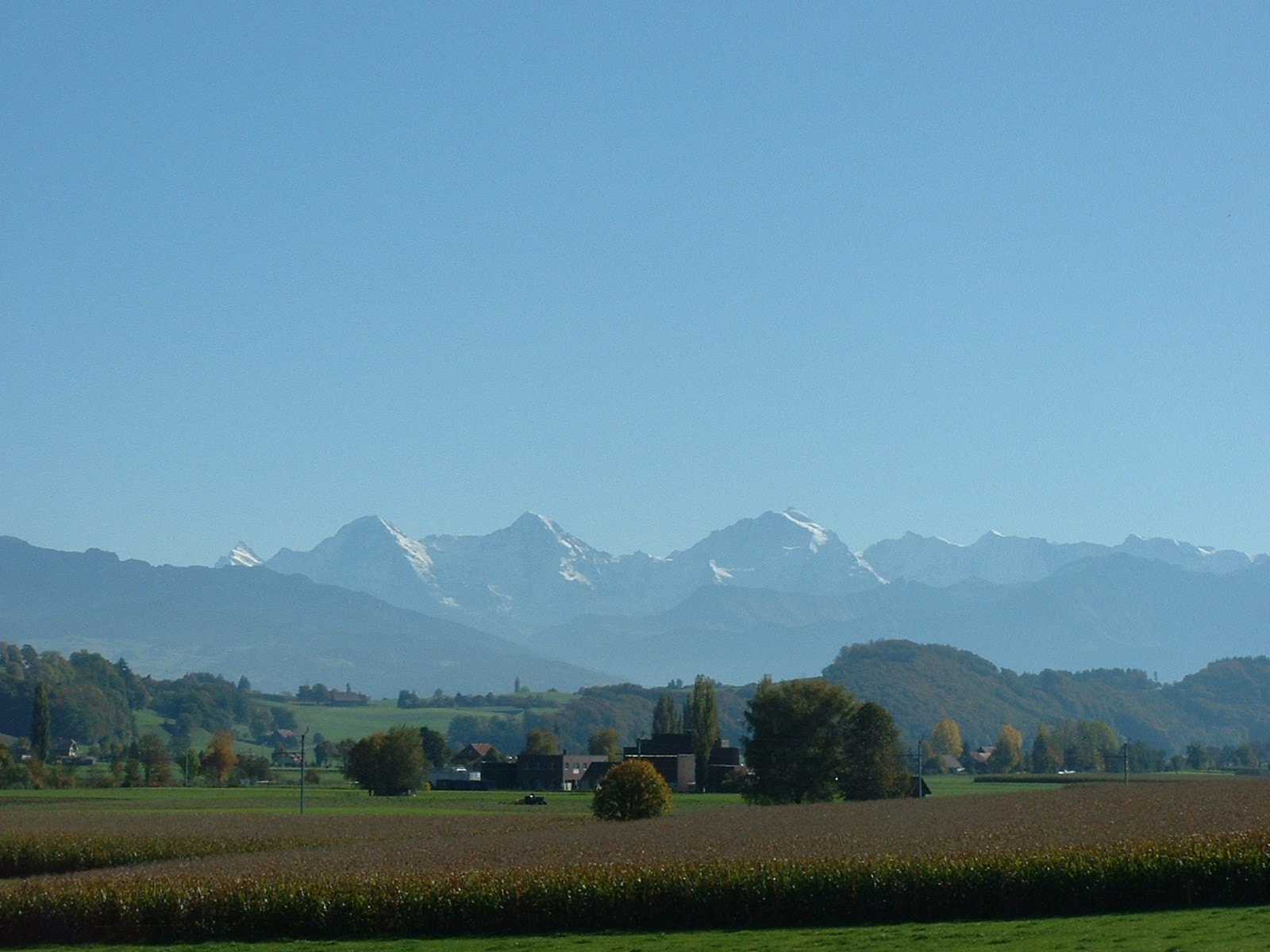
Aussicht von Toffen auf Berner Alpen
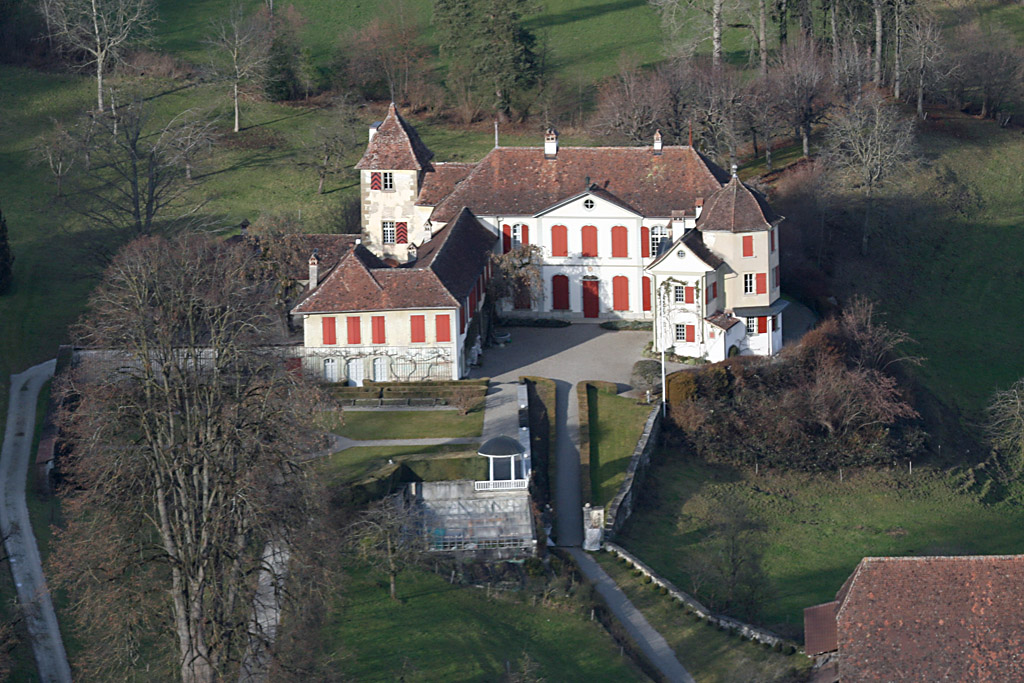
Schloss Toffen
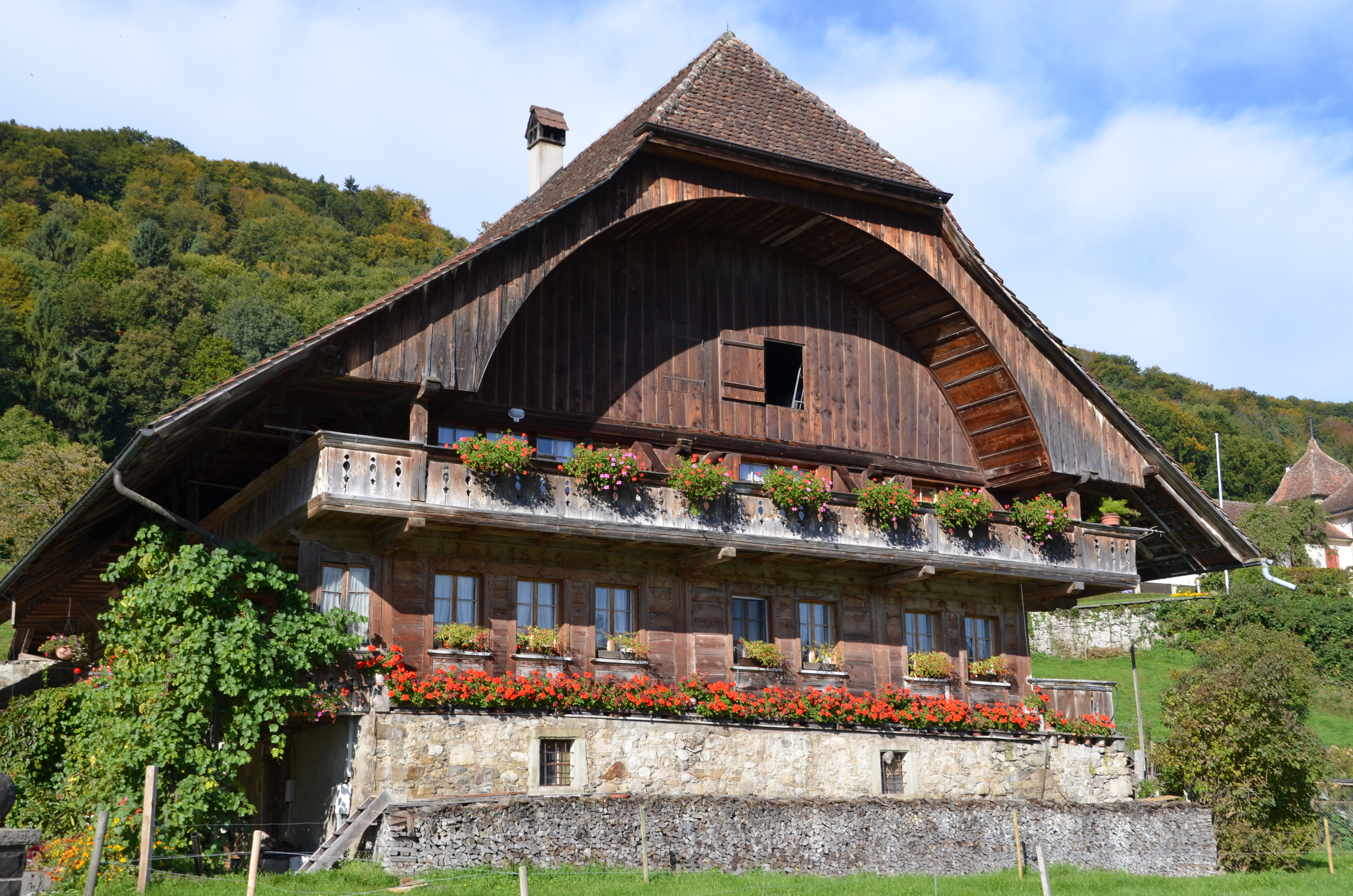
Schlossgut Toffen
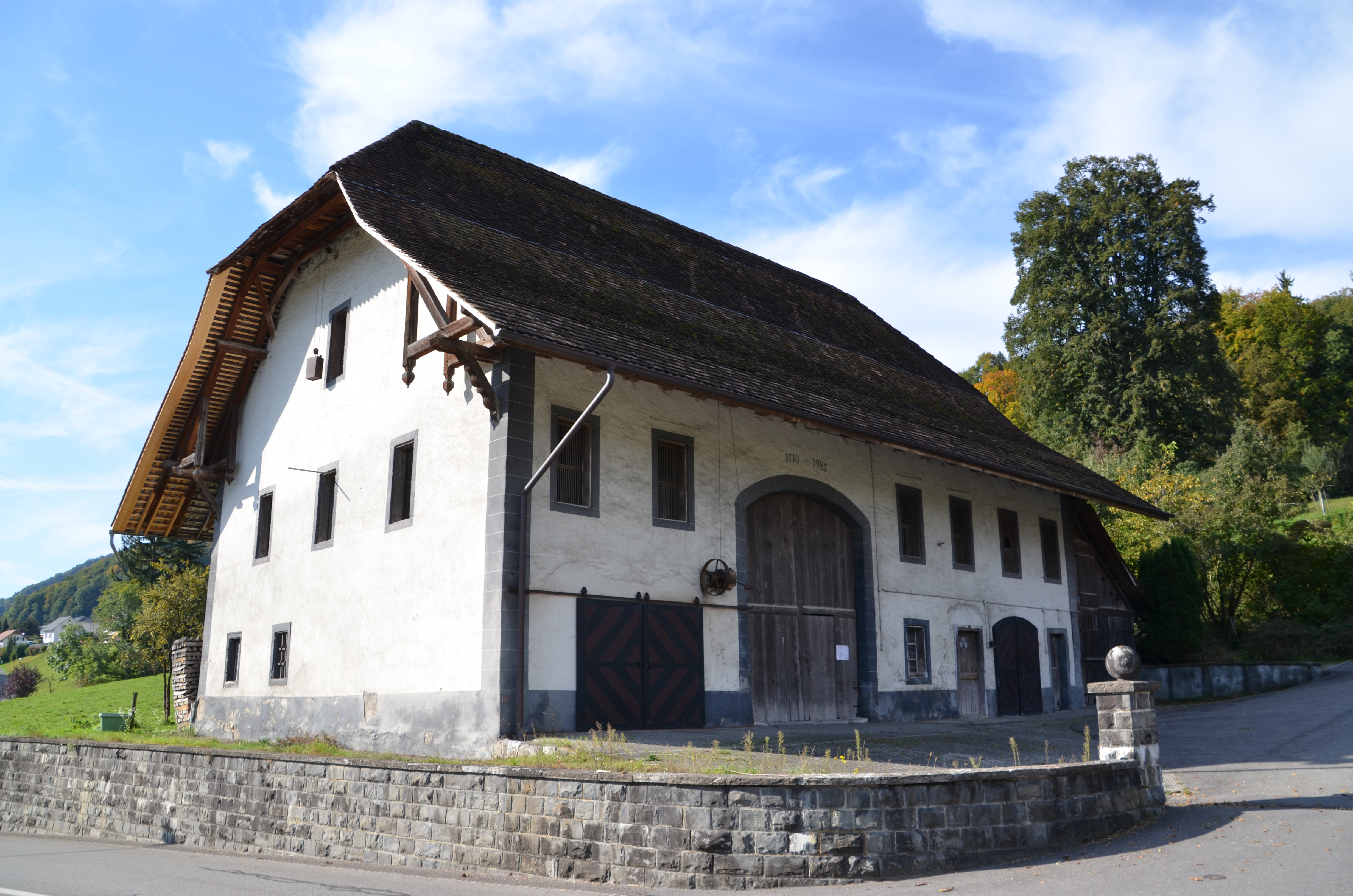
Scheune Schlossgut Toffen
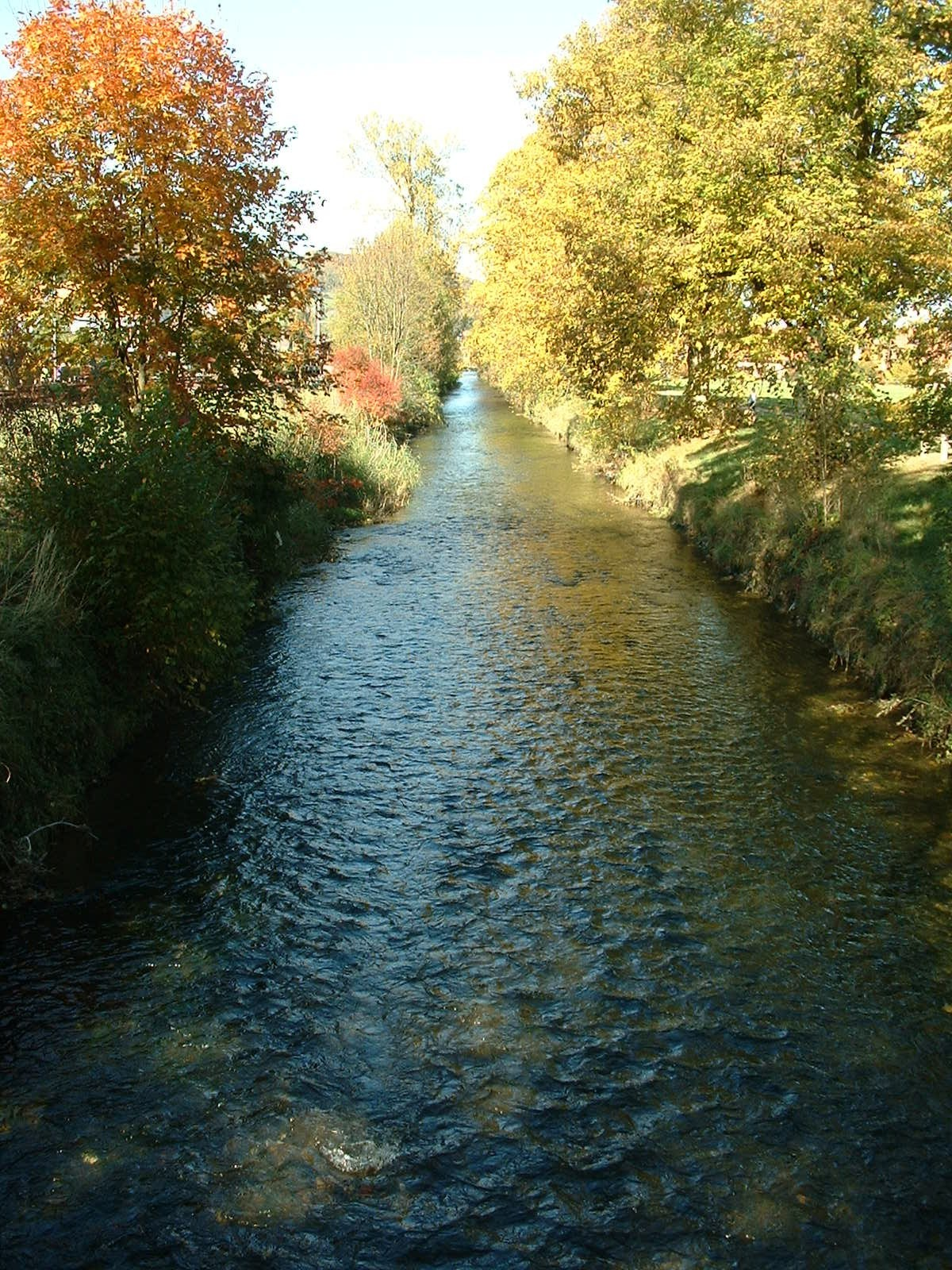
Gürbe oberhalb Toffen
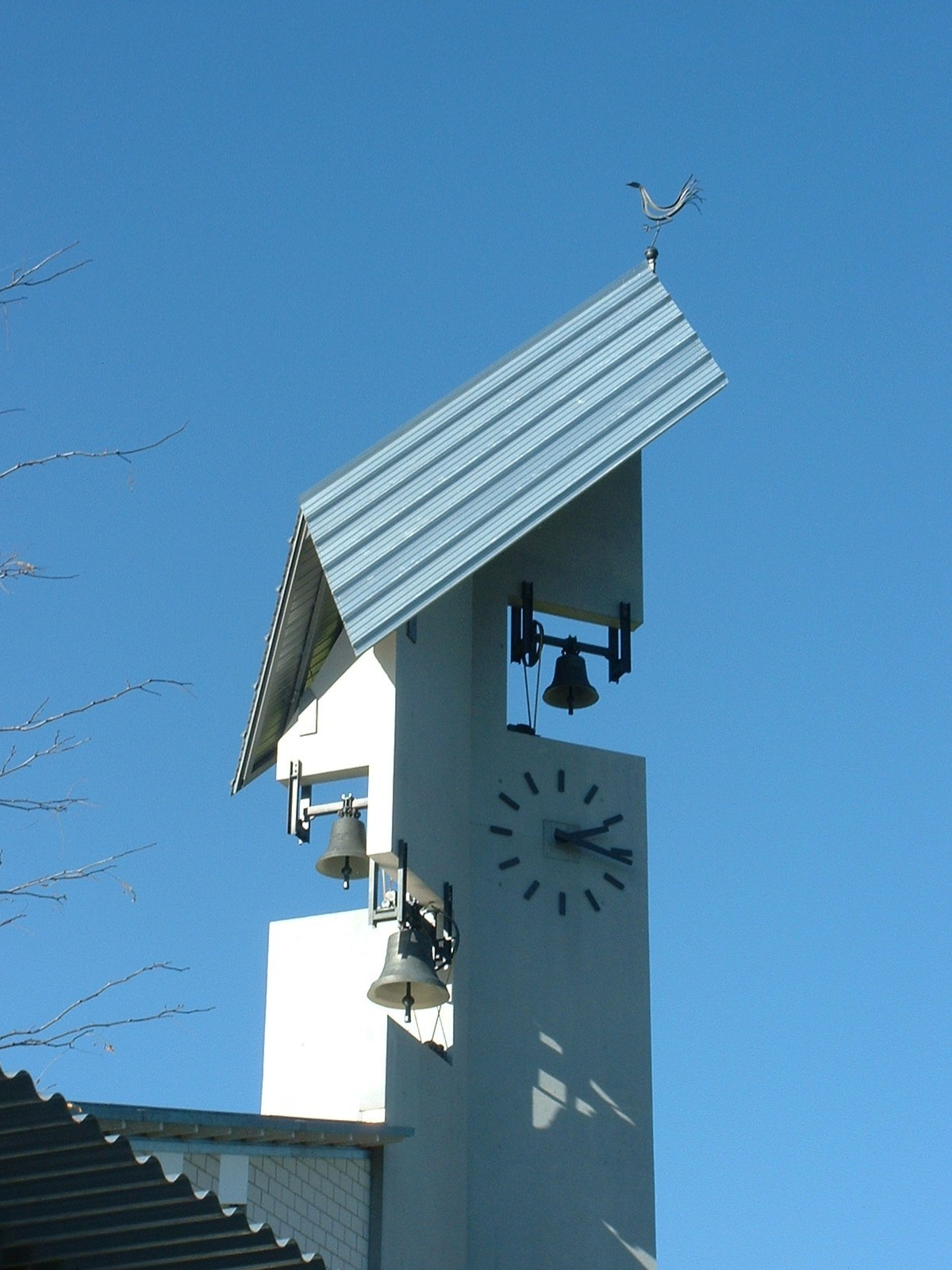
Turm kirchliches Zentrum Toffen